# Tesfamariam Bedho
Tesfamariam Bedho (Tigrinya ተስፋማርያም ብድሆ; * 12. September 1934 in Doroque, Eritrea; † 29. Juli 2002 in Asmara, Eritrea) war ein Bischof der Äthiopisch-Katholischen Kirche von Keren in Eritrea.

## Leben
Tesfamariam Bedho wuchs in der Nähe von Keren, in seiner Geburtsstadt Doroque, auf. Von 1949 bis 1953 besuchte er das bischöfliche Priesterseminar in Keren und wechselte dann zum Priesterseminar nach Asmara. 1959 studierte er Philosophie und Theologie auf der Päpstlichen Universität Urbaniana in Rom. Am 19. Dezember 1965 spendete ihm Bischof François Abraha von Asmara – im Vatikan – die Priesterweihe. Von 1971 bis 1990 war er Lehrer am Priesterseminar in Asmara und von 1981 bis 1988 gleichzeitig als Vikar im Ordinariat von Asmara tätig. 1991 wurde er von seinem Bischof Zekarias Yohannes zum Generalvikar in Asmara berufen.
Am 21. Dezember 1995 erfolgte die Ernennung zum Bischof von Keren. Die Bischofsweihe am 4. Februar 1996 spendete Kardinal Paulos Tzadua, Metropolit und Erzbischof von Addis Abeba. Es assistierten als Mitkonsekratoren Bischof Zekarias Yohannes von Asmara und Bischof Kidane-Mariam Teklehaimanot von Adigrat.
Bischof Bedho war Mitkonsekrator bei den Bischöfen Menghisteab Tesfamariam MCCJ und Thomas Osman OFMCap, seinem späteren Nachfolger. Er war als Delegierter der Katholischen Kirche in Eritrea und Äthiopien bei der X. Ordentlichen Generalversammlung der Bischofssynode in Rom (30. September – 27. Oktober 2001). Er starb plötzlich und unerwartet am 29. Juli 2002 während einer Besuchsreise  im Priesterseminar in Asmara.